# Atlético Petróleos do Huambo
L'Atlético Petróleos do Huambo, sovint conegut com a Petro do Huambo, és un club esportiu de la ciutat de Huambo, Angola.
Va ser fundat el 1980 per la fusió dels clubs Atlético de Nova Lisboa i Desportivo Sonangol. Va ser finalista de la copa angolesa l'any 1982.